# Zsófia Báthory
Zsófia Báthory, princesse de Transylvanie (1629-1680).
Fille d'András Báthory mort en 1637 et d'Anna Zabrewska, elle est la nièce du prince de Transylvanie Gabriel Ier Bathory. Elle naît à Somlyó en 1629 et meurt à Munkács le 14 juin 1680. Elle avait épousé en 1643 Georges II Rákóczi prince de Transylvanie.